# Parramos
Parramos é uma cidade da Guatemala do departamento de Chimaltenango.